# ظاهرة الغسل الأخضر
ظاهرة الغسل الأخضر (بالإنجليزية: greenwashing) هو فعل تضليل المستهلكين حول الممارسات البيئية للشركة أو الفوائد البيئية لمنتج أو خدمة ما. إن ممارسة الغسل الأخضر هو عمل من أعمال نقل المعلومات إلى الجمهور الذي يعتبر ظاهرا ومضمونا تحريف للوقائع والحقيقة من أجل أن تظهر الشركة اجتماعية و/أو مسؤولة بيئيا في أعين الجمهور المستهدف. يتميز الغسل الأخضر، في كثير من الأحيان، بتغيير اسم العلامة التجارية أو المنتوج، لإعطاء انطباع عن «الطبيعة»، كوضع صورة للغابات على زجاجة من المواد الكيميائية. وعموما، أصبح مصطلح الغسل الأخضر يستخدم الآن للإشارة إلى مجموعة واسعة من الشركات، بما في ذلك ليس على سبيل الحصر، حالات معينة من التقارير البيئية، ورعاية الأحداث، وتوزيع المواد التعليمية، وغيرها. ومع ذلك، وبغض النظر عن الإستراتيجية المستخدمة، فإن الهدف الرئيسي من الغسل الأخضر هو إعطاء المستهلكين وواضعي السياسات الانطباع بأن الشركة تقوم باتخاذ الخطوات اللازمة لإدارة بيئية.
وتشير مصادر أخرى إلى أن «الغسل الأخضر» هو مصطلح مشتق من مصطلح «تبييض» (بالإنجليزية: Whitewashing) ويقول آخرون أن له علاقة بمصطلح غسيل المخ (بالإنجليزية: brainwashing) وقد صيغ هذا المصطلح من الناشطين البيئين لوصف جهود الشركات في تصوير نفسها كصديقة للبيئة وتستخدم ذلك كقناع للمخالفات البيئية.
الغسل الأخضر (كلمة مركبة صيغت من كلمة «تبييض»)، ويسمى أيضًا «اللمعان الأخضر»، هو شكل من أشكال الالتفاف التسويقي الذي يستخدم العلاقات العامة الخضراء (القيم الخضراء)، والتسويق الأخضر بشكل مضلل لإقناع الجمهور بأن منتجات المنظمة، وأهدافها، وسياساتها صديقة للبيئة، وبالتالي فهي «أفضل»، وتعتمد على حجة الطبيعة. من الأمثلة الشائعة الحالية تسويق المنتجات الغذائية، والطب البديل، والمداواة الطبيعية.
غالبًا ما تأتي الدلائل التي تشير إلى أن المنظمة تستخدم الغسل الأخضر من فروق الإنفاق: عندما يُنفق المزيد من المال أو الوقت بصورة كبيرة على الإعلان كونه «صديقًا للبيئة» (أي يعمل مع مراعاة البيئة)، أكثر مما ينفق فعليًا على الممارسات السليمة بيئيًا. يمكن أن تتراوح جهود الغسل الأخضر بين تغيير اسم المنتج أو ملصقه لاستحضار البيئة الطبيعية لمنتج يحتوي على مواد كيميائية ضارة، إلى حملات تسويقية بملايين الدولارات تصور شركات الطاقة شديدة التلوث بأنها صديقة للبيئة. لذلك يعتبر الغسل الأخضر «قناعًا» يستخدم للتستر على جداول أعمال الشركات وسياساتها غير المستدامة. ساهم ارتفاع الاتهامات العلنية بشأن الغسل الأخضر في زيادة استخدام المصطلح.
على الرغم من أن الغسل الأخضر ليس بالأمر الجديد، فقد زاد استخدامه خلال السنوات الأخيرة لتلبية طلب المستهلكين على السلع، والخدمات الصديقة للبيئة. تتفاقم المشكلة من خلال التساهل في التطبيق من قبل الهيئات التنظيمية مثل لجنة التجارة الفيدرالية في الولايات المتحدة، ومكتب المنافسة في كندا، ولجنة ممارسة الإعلان، ولجنة البث لممارسة الإعلان في المملكة المتحدة.
يشير منتقدو هذه الممارسة إلى أن زيادة الغسل الأخضر، تقترن بقواعد غير فعالة، تساهم في تشكك المستهلكين في جميع المطالبات الخضراء، ويقلل من قوة المستهلك في دفع الشركات نحو إيجاد حلول أكثر مراعاةً للبيئة لعمليات التصنيع، والعمليات التجارية. تستخدم العديد من هياكل الشركات الغسل الأخضر كطريقة لإصلاح التصور العام لعلامتها التجارية. غالبًا ما يجري إعداد هيكلة لكشف البيانات في الشركات من أجل تعظيم التصورات الشرعية. ومع ذلك وجدت مجموعة متزايدة من أبحاث المحاسبة الاجتماعية والبيئية، في غياب المراقبة والتحقق الخارجيين، أن استراتيجيات الغسل الأخضر ترقى إلى مستوى تظاهر الشركات وخداعها.

## الاصطلاح
صيغ مصطلح «الغسل الأخضر» من قبل عالم البيئة في نيويورك جاي ويسترفيلد في مقال عام 1986 يتعلق بممارسة في قطاع الفنادق إذ توضع لافتات في كل غرفة لتشجيع إعادة استخدام المناشف ظاهريًا «لإنقاذ البيئة». لاحظ ويسترفيلد في معظم الحالات، أن هذه المؤسسات تبذل جهدًا ضئيلًا أو معدومًا للحد من هدر الطاقة، ويبرهن ذلك من عدم خفض التكلفة عند تطبيق هذه الممارسة. رأى ويسترفيلد أن الهدف الفعلي لهذه «الحملة الخضراء» من جانب العديد من أصحاب الفنادق، في الواقع، هو لزيادة الأرباح. وهكذا صنف ويسترفيلد هذا الفعل وغيره من أفعال الضمير البيئي الظاهرية على أنها غسل أخضر، يتمثل هدفها الأكبر والأساسي في زيادة الأرباح.
بالإضافة إلى ذلك، يصف المصطلح السياسي «إزالة السموم اللغوية» عندما تتغير، من خلال التشريع أو أي إجراء حكومي آخر، تعريفات السمية لبعض المواد، أو يتغير اسم المادة، وبالتالي يقل عدد الأشياء التي تندرج تحت تصنيف معين على أنها مادة سامة. يُعزى أصل هذه العبارة إلى الناشط البيئي والمؤلف بيري كومونر.
بالمثل قد يكون إدخال خطة تجارة انبعاثات الكربون أمر جيد، ولكن قد يكون له نتائج عكسية إذا كانت تكلفة الكربون منخفضة جدًا، أو إذا أعطيت الانبعاثات الكبيرة اعتمادات مجانية. على سبيل المثال: تقدم شركة إم بي إن إيه التابعة لبنك أمريكا ماستر كارد بيئية للمستهلكين الكنديين التي تكافئ العملاء بتعويضات الكربون أثناء الاستمرار في استخدام البطاقة. قد يشعر العملاء أنهم يبطلون بصمة الكربون الخاصة بهم عن طريق شراء البضائع الملوثة بالبطاقة. ومع ذلك، يذهب 0.5 في المئة فقط من سعر الشراء إلى شراء تعويضات الكربون، في حين يذهب رسم التبادل إلى البنك.
تؤثر مثل هذه الحملات والاتصالات التسويقية، المصممة لنشر وتسليط الضوء على سياسات المسؤولية الاجتماعية للشركات التنظيمية لمختلف أصحاب المصلحة، على سمعة الشركة وصورة العلامة التجارية، ولكن انتشار المطالبات الأخلاقية غير المدعومة بالأدلة، والغسل الأخضر من قبل بعض الشركات أدى إلى زيادة تشكك المستهلك، وفقدان الثقة.

## القانون

### أستراليا
عُدِل قانون الممارسات التجارية الأسترالي ليشمل معاقبة الشركات التي تقدم ادعاءات بيئية مضللة. أي منظمة تثبت إدانتها يمكن أن تواجه غرامات تصل إلى 6 ملايين دولار. بالإضافة إلى ذلك، يجب على الطرف المذنب تحمل جميع المصاريف المتكبدة أثناء إعداد السجل مباشرةً حول منتجهم أو التأثير البيئي الفعلي للشركة.

### كندا
يعمل مكتب المنافسة الكندي إلى جانب رابطة المعايير الكندية على تثبيط الشركات عن تقديم «ادعاءات غامضة» تجاه التأثير البيئي لمنتجاتها. يجب دعم أي ادعاءات «ببيانات متاحة بسهولة».

### النرويج
استهدف أمين مظالم المستهلك في النرويج شركات صناعة السيارات التي تدعي أن سياراتها «خضراء» أو «نظيفة» أو «صديقة للبيئة» مع بعض المبادئ التوجيهية الأكثر صرامةً للإعلان في العالم. قالت المسؤولة عن أمين المظالم المستهلك بينتي أوفرلي: «لا يمكن أن تفعل السيارات أي شيء جيد للبيئة باستثناء تقليل ضررها مقارنةً مع غيرها». يواجه المصنعون خطر الغرامات إذا فشلوا في تحقيق ادعاءاتهم. قالت أوفرلي إنها لا تعلم أن البلدان الأخرى تسير في اتخاذ إجراءات صارمة ضد السيارات والبيئة.

### الولايات المتحدة
تقدم لجنة التجارة الفيدرالية إرشادات طوعية لادعاءات التسويق البيئي. تعطي هذه الإرشادات لجنة التجارة الفيدرالية الحق في مقاضاة ادعاءات الإعلانات الكاذبة والمضللة. لم توضع الإرشادات الخضراء لاستخدامها كمبدأ توجيهي واجب تنفيذه، بل كان المقصود منها أن تتبع طوعًا. فيما يلي الإرشادات الخضراء التي حددتها لجنة التجارة الفيدرالية:
- المؤهلات والبيانات: رأت اللجنة أنه لكي تكون المؤهلات أو البيانات فعالة مثل تلك الموضحة في تلك الإرشادات، يجب أن تكون واضحة بما فيه الكفاية، وبارزة، ومفهومة لمنع الخداع. يزيد وضوح اللغة، وحجم النمط النسبي، وقربه من الادعاءات المؤهلة، وغياب الادعاءات المعاكسة التي يمكن أن تقوض الفعالية، من احتمالية أن تكون المؤهلات والبيانات واضحة وبارزة بشكل مناسب.
- التمييز بين فوائد المنتج والمجموعة والخدمة: يجب تقديم ادعاء تسويقي بيئي بطريقة توضح ما إذا كانت السمة أو المنفعة البيئية المؤكد عليها تشير إلى المنتج أو مجموعة المنتجات أو الخدمة أو إلى جزء أو مكون من المنتج أو المجموعة أو الخدمة. عمومًا إذا انطبقت السمة أو الفائدة البيئية على جميع المكونات باستثناء المكونات الثانوية العرضية لمنتج أو مجموعة المنتجات، فلا يلزم أن يكون الادعاء مشروطًا لتحديد هذه الحقيقة. ربما هناك استثناءات لهذا المبدأ العام. على سبيل المثال: إذا قُدم ادعاء «إعادة التدوير» غير مشروط، وكان هناك عنصر عرضي يحد بشكل كبير من القدرة على إعادة تدوير المنتج، يكون الادعاء خادعًا.
- المبالغة في السمة البيئية: لا ينبغي تقديم ادعاء بالتسويق البيئي بطريقة تبالغ في تقدير السمة أو الفائدة البيئية، صراحةً أو ضمنًا. يجب على المسوقين تجنب الآثار المترتبة على فوائد بيئية كبيرة إذا كانت الفائدة في الواقع لا تذكر.[24]
- الادعاءات المقارنة: ينبغي تقديم ادعاءات التسويق البيئي التي تتضمن بيانًا مقارنًا بطريقة تجعل أساس المقارنة واضحًا بما فيه الكفاية لتجنب خداع المستهلكين. بالإضافة إلى ذلك، يجب أن يكون المعلن قادرًا على إثبات المقارنة.

قالت لجنة التجارة الفيدرالية في عام 2010 إنها تحدّث إرشاداتها الخاصة بادعاءات التسويق البيئي في محاولة للحد من الغسل الأخضر. يغطي تنقيح الإرشادات الخضراء الصادرة عن لجنة التجارة الفيدرالية مجموعة واسعة من المدخلات العامة، بما في ذلك المئات من تعليقات المستهلكين والصناعة على التنقيحات المقترحة سابقًا. تشمل التحديثات والتنقيحات للأدلة القائمة قسمًا جديدًا من تعويض الكربون، والشهادات «الخضراء»، وأغلقت ادعاءات الطاقة المتجددة والمواد المتجددة. وفقًا لرئيس لجنة التجارة الفيدرالية، جون ليبويتز، «إن إدخال منتجات صديقة للبيئة في السوق هو فوز للمستهلكين الذين يرغبون في شراء منتجات مراعية للبيئة والمنتجين الذين يرغبون في بيعها». يقول ليبويتز أيضًا يمكن تحقيق منفعة للجميع فقط إذا كانت ادعاءات المسوقين بسيطة ومثبتة.
بدأت لجنة التجارة الفيدرالية في تطبيق التنقيحات الواردة في الإرشادات الخضراء عام 2013. اتخذت اللجنة إجراءات صارمة ضد ست شركات مختلفة، خمس من هذه الحالات متعلقة بالإعلانات الخاطئة أو المضللة المحيطة بالتحلل الحيوي للمواد البلاستيكية. اتهمت اللجنة شركات إي سي إم بيوفيلم، وصناعة البلاستيك الأمريكية، وتشامب، وكلير تشويس هاوسويرز، وكارني كاب بتهمة تشويه التحلل الحيوي للمواد البلاستيكية التي تعالجها المضافات.
اتهمت لجنة التجارة الفيدرالية شركة سادسة، وهي شركة التغليف إيه جاي إم، بانتهاك أمر موافقة اللجنة الذي يحظر على الشركات استخدام الادعاءات الإعلانية التي تستند إلى أن المنتج أو التغليف «قابل للتحلل أو التحلل الحيوي أو التدرك الضوئي» دون الحصول على معلومات علمية موثوقة. تطلب اللجنة الآن من الشركات الكشف وتأمين المعلومات التي تحفظ ادعاءاتها البيئية لضمان الشفافية.

## أمثلة من الغسل الأخضر
- مفهوم «السيارة الخضراء» الذي طرح في صناعة السيارات يعتبر حالة من الغسل الأخضر.[27]
- مفهوم «تكنولوجيا المعلومات الخضراء» الذي طرحته صناعة الكمبيوتر يعتبر قضية أخرى للغسل الأخضر.